# Dioryctria sylvestrella
Dioryctria sylvestrella é uma espécie de insetos lepidópteros, mais especificamente de traças, pertencente à família Pyralidae.
A autoridade científica da espécie é Ratzeburg, tendo sido descrita no ano de 1840.
Trata-se de uma espécie presente no território português.